# Ананасы в шампанском
«Анана́сы в шампа́нском» («Увертю́ра») — стихотворение Игоря Северянина из цикла «Розирис», написанное в январе 1915 года в Петрограде и опубликованное в одноимённом (одном из наиболее известных) сборнике поэта. Авторское название стихотворения — «Увертюра» — связано с тем, что оно открывает сборник, однако оно более известно под другим названием — по названию сборника и фразе, рефреном повторяемой в тексте.

## Текст стихотворения
Ананасы в шампанском! Ананасы в шампанском!

Удивительно вкусно, искристо́ и остро́!

Весь я в чём-то норвежском! Весь я в чём-то испанском!

Вдохновляюсь порывно! И берусь за перо!

Стрёкот аэропланов! Бе́ги автомобилей!

Ветропро́свист экспрессов! Крылолёт буеров!

Кто-то здесь зацелован! Там кого-то побили!

Ананасы в шампанском — это пульс вечеров!

В группе девушек нервных, в остром обществе дамском

Я трагедию жизни претворю в грёзофарс…

Ананасы в шампанском! Ананасы в шампанском!

Из Москвы — в Нагасаки! Из Нью-Йорка — на Марс!

## История создания
По воспоминаниям литератора Вадима Баяна, будучи в гостях у него, Владимир Маяковский окунул кусок ананаса в шампанское, съел и посоветовал сделать то же сидевшему рядом Северянину. Тот сразу же сочинил первую строфу будущего стихотворения.

## Критика
Критик Н. Боровская написала об этом произведении:

В нервном ритме стихотворения — ритм начала века. «Ананасы в шампанском» — ведь это символ времени, его неожиданность и острота, его открытия, его извивы и изыски, эксцентрическое соединение прежде несовместимого. Как сжато, как ярко и выразительно — гениально!
Один из планов стихотворения — тонкая, едва уловимая ирония, и читателями, не способными эту иронию уловить, оно нередко воспринималось как глупая и претенциозная безвкусица. Так, критик В. П. Кошелев писал:

Прочитал я эту «Увертюру» и снисходительно пожал плечами. Глупость и претенциозность страшная… Но что-то во мне, наверное, осталось. И нет-нет, да приходила в голову совсем непоэтическая мысль: а неужели «ананасы в шампанском» — это действительно так вкусно.. Проверить это было несложно.., но я все как-то не решался. Боялся разочароваться, боялся перевести поэзию в быт… Потом попробовал — в стихотворении гораздо «вкуснее»

## Стихотворение в культуре
Фраза «Ананасы в шампанском» стала символом обывательской мечты о богемной, «красивой жизни»:

«…это было уже пределом мечтаний и воплощением грёз; это уже пахло мороженым из сирени и ананасами в шампанском…»— Л. Успенский. Записки старого петербуржца.

Литературовед Виктор Перцов предполагает, что именно про «Ананасы в шампанском» говорил Владимир Маяковский в строфе также написанного в 1915 году и скандально исполненного в «Бродячей собаке» антивоенного стихотворения «Вам!»: 
Если б он, приведённый на убой,

вдруг увидел, израненный,

как вы измазанной в котлете губой

похотливо напеваете Северянина
В заключительной строке поэт утверждает, что участию в войне предпочтёт «…подавать ананасную воду». По мнению поэта Константина Кедрова, Маяковский «явно соревнуется» с Северяниным в двустишии из поэмы 1924 года «Владимир Ильич Ленин»: «Ешь ананасы, рябчиков жуй, // день твой последний приходит, буржуй».
Фраза «Ананасы в шампанском», как и всё стихотворение, связано в массовом сознании с образом Северянина, рисуя его утончённым, манерным эстетом, что иногда входило в резкий диссонанс с действительностью. Так, поэт Павел Антокольский рассказывал, что в юности был потрясён, когда Северянин в его присутствии заказал в ресторане не воспетые им «ананасы в шампанском», а штоф водки и солёный огурец.
Песня «Ананасы в шампанском» присутствует в репертуаре Александра Новикова, а также фрагмент стихотворения цитируется в песне известной певицы Анны Герасимовой (Умки) «Автостопный блюз». Также стихотворение Северянина цитируется в одноимённой песне Псоя Короленко.